# L'Inspiratrice
Ne doit pas être confondu avec L'Inspiratrice (The Great Man's Lady), film de William A. Wellman, de 1942
Pour plus de détails, voir Fiche technique et Distribution.

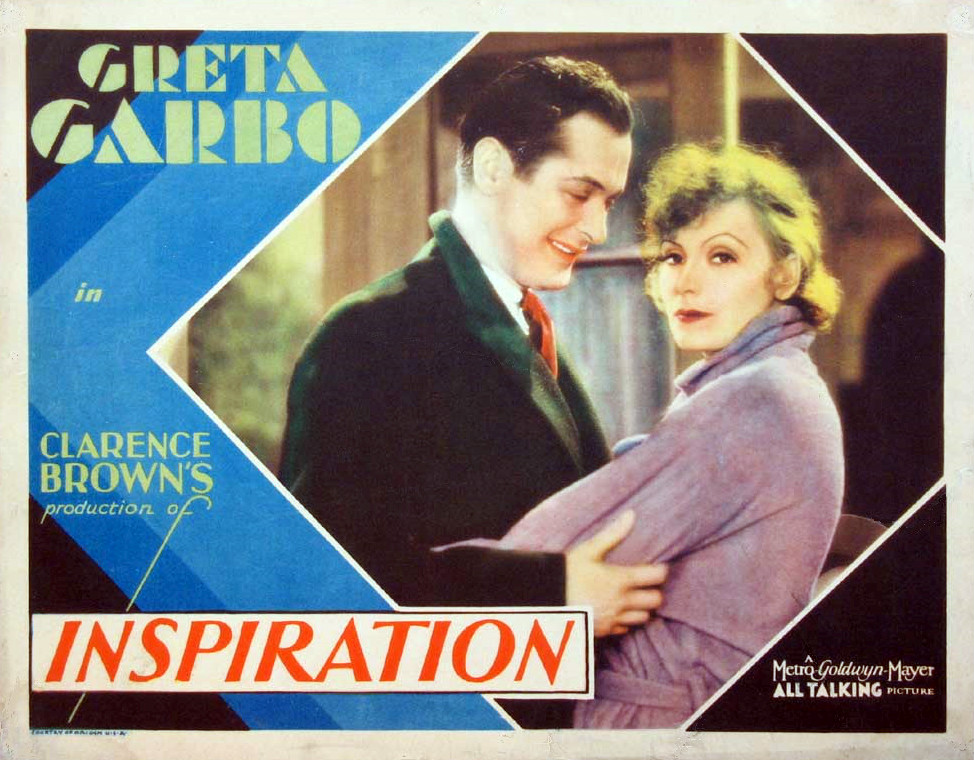
Robert Montgomery et Greta Garbo

L'Inspiratrice (titre original : Inspiration) est un film américain réalisé par Clarence Brown, sorti en 1931.

## Synopsis
Yvonne Valbret est une « courtisane » dont les hommes s'éprennent, notamment les artistes qui en font leur modèle. Mais lorsqu'elle rencontre André Montell, un jeune homme aux sentiments sincères, elle en tombe amoureuse et veut renoncer pour lui à cette vie. André découvre alors ce passé.

## Fiche technique
- Titre français : L'Inspiratrice
- Titre original : Inspiration
- Réalisateur : Clarence Brown
- Scénario : Gene Markey, d'après Sapho d'Alphonse Daudet
- Photographie : William H. Daniels
- Montage : Conrad A. Nervig
- Musique : William Axt (non crédité)
- Directeur artistique : Cedric Gibbons
- Costumes : Adrian
- Production : Clarence Brown et Irving Thalberg (non crédité)
- Société de production : Metro-Goldwyn-Mayer
- Société de distribution : Metro-Goldwyn-Mayer
- Pays d'origine :  États-Unis
- Genre : Film dramatique, Mélodrame
- Format : Noir et blanc — Couleurs (Technicolor) — 35 mm — 1,20:1 — Son : Mono  (Western Electric Sound System)
- Durée : 74 minutes
- Date de sortie : 
  - États-Unis : 31 janvier 1931

## Distribution
- Greta Garbo : Yvonne Valbret
- Robert Montgomery : André Montell
- Lewis Stone : Delval Raimond
- Marjorie Rambeau : Lulu
- Joan Marsh : Madeleine Darthy
- Judith Vasselli : Odette
- Beryl Mercer : Marthe
- John Miljan : Coutant
- Gwen Lee : Gaby
- Zelda Sears : Pauline
- Edwin Maxwell : Julien Montell
- Oscar Apfel : Vignault
- Paul MacAllister : Jouvet
- Arthur Hoyt : Gavarni
- Richard Tucker : Galand
- Karen Morley : Liane Latour

Et, parmi les acteurs non crédités
- Theodore von Eltz : Normand
- George Irving : Le père de Madeleine

## Critique
Au moment d'une diffusion télévisée en 1990, Patrick Brion écrivait dans Télérama, sous le pseudonyme d'André Moreau :
« Greta Garbo incarne à nouveau une femme séduisante et tentatrice. Une fois de plus, Clarence Brown la dirige, Adrian signant ses costumes et William Daniels assurant la photographie. L'Inspiratrice se situe donc tout à fait dans la ligne des productions décidées par la Metro-Goldwyn-Mayer pour assurer la notoriété et le succès de Greta Garbo. Prisonnier d'un sujet terriblement mélodramatique - Sapho, d'Alphonse Daudet -, Clarence Brown profite néanmoins de l'occasion pour rappeler, au cours de quelques scènes, son goût et son intelligence. On admirera ainsi tout particulièrement la séquence du suicide de Liane Latour, un moment très bref, superbement découpé et d'une tragique intensité. Grâce à Garbo, sublime, que Clarence Brown avait dirigée dans La Chair et le Diable et Anna Christie, les conventions de l'histoire s'effacent peu à peu, sa présence suffisant à transformer des situations convenues en de bouleversants instants. Il s'agit d'un des films les plus rares de « La Divine ». »